# Genki Haraguchi
Genki Haraguchi (原口 元気?, Haraguchi Genki; Kumagaya, 9 maggio 1991) è un calciatore giapponese, centrocampista o attaccante degli Urawa Reds, vicecampione d'Asia con la nazionale giapponese nel 2019.

## Biografia
È sposato da agosto 2015 con Ruriko Kaya: essi vivono assieme a Berlino anche col cane "Ena". Suo padre e sua madre (che è una veterinaria), invece, vivono a Tokyo, in un famoso santuario.

## Caratteristiche tecniche
È un esterno di centrocampo molto grintoso. Predilige il ruolo da esterno destro (sebbene possa giocare anche come ala sinistra), ma in carriera è sceso in campo anche da interno, così come da prima e seconda punta. Principalmente viene schierato sia come mezzala in un 4-3-3 o defilato sull'esterno in un 4-2-3-1.
Grazie alla sua foga agonistica, spesso, partendo di corsa dall’esterno di centrocampo verso la porta avversaria, tenta il tiro dalla distanza o la serpentina tra le maglie della difesa nemica.

## Carriera

### Club

#### Urawa Red Diamonds
Il 30 gennaio 2009 firma un contratto con l'Urawa Red Diamonds. Il 7 marzo, nella prima partita di campionato di J. League 1, contro il neo-vincitore della precedente competizione del Kashima Antlers, Haraguchi all'età di 17 anni, 11 mesi e 3 giorni fa il suo debutto in un campionato agonistico: in quella partita, persa per 2-0, Haraguchi (che era partito da titolare) viene sostituito al 57º da Nobuhisa Yamada.
Il 12 aprile, nella quarta sfida di campionato contro il Nagoya Grampus, al 22º entra in campo in seguito ad un infortunio di Tatsuya Tanaka e 21 minuti dopo, al 43º, realizza il suo primo gol in una squadra maggiore. Due settimane dopo la partita giocata a Nagoya firma nuovamente un contratto che comprendeva uno stipendio di circa 7 milioni di yen (pari circa a 56.000 Euro).

#### Hertha Berlino
Dopo 6 stagioni con la divisa dell'Urawa Red Diamonds, il 25 maggio 2014 è stato annunciato il suo trasferimento in Germania, con i colori dell'Hertha Berlino, che aveva già un suo compagno di nazionale giapponese, Hajime Hosogai. Col club di Berlino firma un contratto che dura per 4 anni.
Gioca la sua prima partita il 16 agosto 2014, nella sfida di DFB-Pokal contro il Viktoria Köln, dove partendo già da titolare segna al 51º minuto di gioco. Invece una settimana dopo debutta anche in campionato, nel match contro il Werder Brema, giocando tutti i 90 minuti.
Il 14 marzo 2015 fa il suo primo gol in Bundesliga contro lo Schalke 04 all'81º minuto, dopo aver sostituito lo svizzero Fabian Lustenberger al 69º.

### Nazionale
Il 7 ottobre 2011 debutta in nazionale maggiore in un'amichevole contro il Vietnam: in quella partita, Haraguchi è entrato all'inizio del secondo tempo al posto di Shinji Kagawa.
Nel 2012 non è stato convocato in nazionale olimpica.
L'11 giugno 2015 fa il suo primo gol con la maglia del Giappone all'84º, nell'amichevole contro l'Iraq, che ha visto vincitori i nipponici per 4-0. Nel 2018 è stato convocato ai mondiali (poi vinti dalla Francia).

## Statistiche

### Presenze e reti nei club
Statistiche aggiornate al 7 agosto 2022.
| Stagione              | Club                  | Campionato            | Campionato | Campionato | Coppe nazionali | Coppe nazionali | Coppe nazionali | Coppe continentali | Coppe continentali | Coppe continentali | Supercoppe | Supercoppe | Supercoppe | Totale | Totale |
| Stagione              | Club                  | Comp                  | Pres       | Reti       | Comp            | Pres            | Reti            | Comp               | Pres               | Reti               | Comp       | Pres       | Reti       | Pres   | Reti   |
| --------------------- | --------------------- | --------------------- | ---------- | ---------- | --------------- | --------------- | --------------- | ------------------ | ------------------ | ------------------ | ---------- | ---------- | ---------- | ------ | ------ |
| 2008                  | Urawa Reds            | J1                    | 0          | 0          | CdL+CI          | 1+0             | 0               | -                  | -                  | -                  | -          | -          | -          | 1      | 0      |
| 2009                  | Urawa Reds            | J1                    | 32         | 1          | CdL+CI          | 6+1             | 1+0             | -                  | -                  | -                  | -          | -          | -          | 39     | 2      |
| 2010                  | Urawa Reds            | J1                    | 26         | 2          | CdL+CI          | 6+2             | 0+2             | -                  | -                  | -                  | -          | -          | -          | 34     | 4      |
| 2011                  | Urawa Reds            | J1                    | 30         | 9          | CdL+CI          | 4+1             | 2+0             | -                  | -                  | -                  | -          | -          | -          | 35     | 11     |
| 2012                  | Urawa Reds            | J1                    | 32         | 6          | CdL+CI          | 4+1             | 0               | -                  | -                  | -                  | -          | -          | -          | 37     | 6      |
| 2013                  | Urawa Reds            | J1                    | 33         | 11         | CdL+CI          | 4+0             | 0               | ACL                | 4                  | 2                  | -          | -          | -          | 41     | 13     |
| gen.-giu. 2014        | Urawa Reds            | J1                    | 14         | 4          | CdL             | 3               | 0               | -                  | -                  | -                  | -          | -          | -          | 17     | 4      |
| Totale Urawa Reds     | Totale Urawa Reds     | Totale Urawa Reds     | 167        | 33         |                 | 33              | 5               |                    | 4                  | 2                  |            | -          | -          | 204    | 40     |
| 2014-2015             | Hertha Berlino        | BL                    | 21         | 1          | CG              | 2               | 1               | -                  | -                  | -                  | -          | -          | -          | 23     | 2      |
| 2015-2016             | Hertha Berlino        | BL                    | 32         | 2          | CG              | 5               | 1               | -                  | -                  | -                  | -          | -          | -          | 37     | 3      |
| 2016-2017             | Hertha Berlino        | BL                    | 31         | 1          | CG              | 2               | 0               | UEL                | 1                  | 0                  | -          | -          | -          | 34     | 1      |
| 2017-gen. 2018        | Hertha Berlino        | BL                    | 7          | 0          | CG              | 1               | 0               | UEL                | 3                  | 0                  | -          | -          | -          | 11     | 0      |
| Totale Hertha Berlino | Totale Hertha Berlino | Totale Hertha Berlino | 91         | 4          |                 | 10              | 2               |                    | 4                  | 0                  |            | -          | -          | 105    | 6      |
| gen.-giu. 2018        | Fortuna Düsseldorf    | 2.BL                  | 13         | 1          | -               | -               | -               | -                  | -                  | -                  | -          | -          | -          | 13     | 1      |
| 2018-2019             | Hannover 96           | BL                    | 28         | 0          | CG              | 1               | 0               | -                  | -                  | -                  | -          | -          | -          | 29     | 0      |
| 2019-2020             | Hannover 96           | 2.BL                  | 32         | 6          | CG              | 1               | 0               | -                  | -                  | -                  | -          | -          | -          | 33     | 6      |
| 2020-2021             | Hannover 96           | 2.BL                  | 34         | 9          | CG              | 2               | 0               | -                  | -                  | -                  | -          | -          | -          | 36     | 9      |
| Totale Hannover 96    | Totale Hannover 96    | Totale Hannover 96    | 94         | 15         |                 | 4               | 0               |                    | -                  | -                  |            | -          | -          | 98     | 15     |
| 2021-2022             | Union Berlino         | BL                    | 30         | 2          | CG              | 5               | 0               | UECL               | 7                  | 0                  | -          | -          | -          | 42     | 2      |
| 2022-2023             | Union Berlino         | BL                    | 1          | 0          | CG              | 1               | 0               | UEL                | 0                  | 0                  | -          | -          | -          | 2      | 0      |
| Totale Union Berlino  | Totale Union Berlino  | Totale Union Berlino  | 31         | 2          |                 | 6               | 0               |                    | 7                  | 0                  |            | -          | -          | 44     | 2      |
| Totale carriera       | Totale carriera       | Totale carriera       | 396        | 55         |                 | 53              | 7               |                    | 15                 | 2                  |            | -          | -          | 464    | 64     |

### Cronologia presenze e reti in nazionale
| Cronologia completa delle presenze e delle reti in nazionale ― Giappone | Cronologia completa delle presenze e delle reti in nazionale ― Giappone | Cronologia completa delle presenze e delle reti in nazionale ― Giappone | Cronologia completa delle presenze e delle reti in nazionale ― Giappone | Cronologia completa delle presenze e delle reti in nazionale ― Giappone | Cronologia completa delle presenze e delle reti in nazionale ― Giappone | Cronologia completa delle presenze e delle reti in nazionale ― Giappone | Cronologia completa delle presenze e delle reti in nazionale ― Giappone |
| Data                                                                    | Città                                                                   | In casa                                                                 | Risultato                                                               | Ospiti                                                                  | Competizione                                                            | Reti                                                                    | Note                                                                    |
| ----------------------------------------------------------------------- | ----------------------------------------------------------------------- | ----------------------------------------------------------------------- | ----------------------------------------------------------------------- | ----------------------------------------------------------------------- | ----------------------------------------------------------------------- | ----------------------------------------------------------------------- | ----------------------------------------------------------------------- |
| 7-10-2011                                                               | Kobe                                                                    | Giappone                                                                | 1 – 0                                                                   | Vietnam                                                                 | Amichevole                                                              | -                                                                       | 46’                                                                     |
| 21-7-2013                                                               | Seul                                                                    | Giappone                                                                | 3 – 3                                                                   | Cina                                                                    | Coppa dell'Asia orientale 2013                                          | -                                                                       | 71’                                                                     |
| 28-7-2013                                                               | Seul                                                                    | Corea del Sud                                                           | 1 – 2                                                                   | Giappone                                                                | Coppa dell'Asia orientale 2013                                          | -                                                                       | 23’                                                                     |
| 11-6-2015                                                               | Yokohama                                                                | Giappone                                                                | 4 – 0                                                                   | Iraq                                                                    | Amichevole                                                              | 1                                                                       | 67’                                                                     |
| 16-6-2015                                                               | Saitama                                                                 | Giappone                                                                | 0 – 0                                                                   | Singapore                                                               | Qual. Mondiali 2018                                                     | -                                                                       | 71’                                                                     |
| 3-9-2015                                                                | Saitama                                                                 | Giappone                                                                | 3 – 0                                                                   | Cambogia                                                                | Qual. Mondiali 2018                                                     | -                                                                       | 84’                                                                     |
| 8-9-2015                                                                | Teheran                                                                 | Afghanistan                                                             | 0 – 6                                                                   | Giappone                                                                | Qual. Mondiali 2018                                                     | -                                                                       |                                                                         |
| 8-10-2015                                                               | Seeb                                                                    | Siria                                                                   | 0 – 3                                                                   | Giappone                                                                | Qual. Mondiali 2018                                                     | -                                                                       | 65’                                                                     |
| 13-10-2015                                                              | Teheran                                                                 | Iran                                                                    | 1 – 1                                                                   | Giappone                                                                | Amichevole                                                              | -                                                                       | 59’                                                                     |
| 12-11-2015                                                              | Singapore                                                               | Singapore                                                               | 0 – 3                                                                   | Giappone                                                                | Qual. Mondiali 2018                                                     | -                                                                       | 82’                                                                     |
| 17-11-2015                                                              | Phnom Penh                                                              | Cambogia                                                                | 0 – 2                                                                   | Giappone                                                                | Qual. Mondiali 2018                                                     | -                                                                       |                                                                         |
| 24-3-2016                                                               | Saitama                                                                 | Giappone                                                                | 5 – 0                                                                   | Afghanistan                                                             | Qual. Mondiali 2018                                                     | -                                                                       |                                                                         |
| 29-3-2016                                                               | Saitama                                                                 | Giappone                                                                | 5 – 0                                                                   | Siria                                                                   | Qual. Mondiali 2018                                                     | 1                                                                       | 58’                                                                     |
| 3-6-2016                                                                | Toyota                                                                  | Giappone                                                                | 7 – 2                                                                   | Bulgaria                                                                | Amichevole                                                              | -                                                                       | 70’                                                                     |
| 1-9-2016                                                                | Saitama                                                                 | Giappone                                                                | 1 – 2                                                                   | Emirati Arabi Uniti                                                     | Qual. Mondiali 2018                                                     | -                                                                       | 75’                                                                     |
| 6-9-2016                                                                | Bangkok                                                                 | Thailandia                                                              | 0 – 2                                                                   | Giappone                                                                | Qual. Mondiali 2018                                                     | 1                                                                       | 90+1’                                                                   |
| 6-10-2016                                                               | Saitama                                                                 | Giappone                                                                | 2 – 1                                                                   | Iraq                                                                    | Qual. Mondiali 2018                                                     | 1                                                                       |                                                                         |
| 11-10-2016                                                              | Melbourne                                                               | Australia                                                               | 1 – 1                                                                   | Giappone                                                                | Qual. Mondiali 2018                                                     | 1                                                                       | 90+2’                                                                   |
| 11-11-2016                                                              | Kashima                                                                 | Giappone                                                                | 4 – 0                                                                   | Oman                                                                    | Amichevole                                                              | -                                                                       | 74’                                                                     |
| 15-11-2016                                                              | Tokyo                                                                   | Giappone                                                                | 2 – 1                                                                   | Arabia Saudita                                                          | Qual. Mondiali 2018                                                     | 1                                                                       |                                                                         |
| 23-3-2017                                                               | Al Ain                                                                  | Emirati Arabi Uniti                                                     | 0 – 2                                                                   | Giappone                                                                | Qual. Mondiali 2018                                                     | -                                                                       |                                                                         |
| 28-3-2017                                                               | Saitama                                                                 | Giappone                                                                | 4 – 0                                                                   | Thailandia                                                              | Qual. Mondiali 2018                                                     | -                                                                       | 66’                                                                     |
| 7-6-2017                                                                | Chōfu                                                                   | Giappone                                                                | 1 – 1                                                                   | Siria                                                                   | Amichevole                                                              | -                                                                       | 59’                                                                     |
| 13-6-2017                                                               | Teheran                                                                 | Iraq                                                                    | 1 – 1                                                                   | Giappone                                                                | Qual. Mondiali 2018                                                     | -                                                                       | 70’                                                                     |
| 31-8-2017                                                               | Saitama                                                                 | Giappone                                                                | 2 – 0                                                                   | Australia                                                               | Qual. Mondiali 2018                                                     | -                                                                       | 75’                                                                     |
| 5-9-2017                                                                | Gedda                                                                   | Arabia Saudita                                                          | 1 – 0                                                                   | Giappone                                                                | Qual. Mondiali 2018                                                     | -                                                                       |                                                                         |
| 10-10-2017                                                              | Yokohama                                                                | Giappone                                                                | 3 – 3                                                                   | Haiti                                                                   | Amichevole                                                              | -                                                                       | 46’                                                                     |
| 10-11-2017                                                              | Villeneuve-d'Ascq                                                       | Giappone                                                                | 1 – 3                                                                   | Brasile                                                                 | Amichevole                                                              | -                                                                       | 54’ 71’                                                                 |
| 14-11-2017                                                              | Bruges                                                                  | Belgio                                                                  | 1 – 0                                                                   | Giappone                                                                | Amichevole                                                              | -                                                                       | 78’                                                                     |
| 27-3-2018                                                               | Liegi                                                                   | Giappone                                                                | 1 – 2                                                                   | Ucraina                                                                 | Amichevole                                                              | -                                                                       | 58’ 88’                                                                 |
| 30-5-2018                                                               | Yokohama                                                                | Giappone                                                                | 0 – 2                                                                   | Ghana                                                                   | Amichevole                                                              | -                                                                       | 46’                                                                     |
| 8-6-2018                                                                | Lugano                                                                  | Svizzera                                                                | 2 – 0                                                                   | Giappone                                                                | Amichevole                                                              | -                                                                       |                                                                         |
| 12-6-2018                                                               | Innsbruck                                                               | Giappone                                                                | 4 – 2                                                                   | Paraguay                                                                | Amichevole                                                              | -                                                                       | 74’                                                                     |
| 19-6-2018                                                               | Saransk                                                                 | Colombia                                                                | 1 – 2                                                                   | Giappone                                                                | Mondiali 2018 - 1º turno                                                | -                                                                       |                                                                         |
| 24-6-2018                                                               | Ekaterinburg                                                            | Giappone                                                                | 2 – 2                                                                   | Senegal                                                                 | Mondiali 2018 - 1º turno                                                | -                                                                       | 75’                                                                     |
| 2-7-2018                                                                | Rostov sul Don                                                          | Belgio                                                                  | 3 – 2                                                                   | Giappone                                                                | Mondiali 2018 - Ottavi di finale                                        | 1                                                                       | 81’                                                                     |
| 12-10-2018                                                              | Niigata                                                                 | Giappone                                                                | 3 – 0                                                                   | Panama                                                                  | Amichevole                                                              | -                                                                       |                                                                         |
| 16-10-2018                                                              | Saitama                                                                 | Giappone                                                                | 4 – 3                                                                   | Uruguay                                                                 | Amichevole                                                              | -                                                                       | 87’                                                                     |
| 16-11-2018                                                              | Ōita                                                                    | Giappone                                                                | 1 – 1                                                                   | Venezuela                                                               | Amichevole                                                              | -                                                                       | 69’                                                                     |
| 20-11-2018                                                              | Toyota                                                                  | Giappone                                                                | 4 – 0                                                                   | Kirghizistan                                                            | Amichevole                                                              | 1                                                                       | 73’                                                                     |
| 9-1-2019                                                                | Abu Dhabi                                                               | Giappone                                                                | 3 – 2                                                                   | Turkmenistan                                                            | Coppa d'Asia 2019 - 1º turno                                            | -                                                                       |                                                                         |
| 13-1-2019                                                               | Abu Dhabi                                                               | Oman                                                                    | 0 – 1                                                                   | Giappone                                                                | Coppa d'Asia 2019 - 1º turno                                            | 1                                                                       |                                                                         |
| 17-1-2019                                                               | al-'Ayn                                                                 | Giappone                                                                | 2 – 1                                                                   | Uzbekistan                                                              | Coppa d'Asia 2019 - 1º turno                                            | -                                                                       | 81’                                                                     |
| 21-1-2019                                                               | Sharjah                                                                 | Giappone                                                                | 1 – 0                                                                   | Arabia Saudita                                                          | Coppa d'Asia 2019 - Ottavi di finale                                    | -                                                                       |                                                                         |
| 24-1-2019                                                               | Dubai                                                                   | Vietnam                                                                 | 0 – 1                                                                   | Giappone                                                                | Coppa d'Asia 2019 - Quarti di finale                                    | -                                                                       | 79’                                                                     |
| 28-1-2019                                                               | al-'Ayn                                                                 | Iran                                                                    | 0 – 3                                                                   | Giappone                                                                | Coppa d'Asia 2019 - Semifinale                                          | 1                                                                       |                                                                         |
| 1-2-2019                                                                | Abu Dhabi                                                               | Giappone                                                                | 1 – 3                                                                   | Qatar                                                                   | Coppa d'Asia 2019 - Finale                                              | -                                                                       | 62’                                                                     |
| 5-6-2019                                                                | Toyota                                                                  | Giappone                                                                | 0 – 0                                                                   | Trinidad e Tobago                                                       | Amichevole                                                              | -                                                                       | 80’                                                                     |
| 9-6-2019                                                                | Rifu                                                                    | Giappone                                                                | 2 – 0                                                                   | El Salvador                                                             | Amichevole                                                              | -                                                                       | 67’                                                                     |
| 5-9-2019                                                                | Kashima                                                                 | Giappone                                                                | 2 – 0                                                                   | Paraguay                                                                | Amichevole                                                              | -                                                                       | 46’                                                                     |
| 10-10-2019                                                              | Saitama                                                                 | Giappone                                                                | 6 – 0                                                                   | Mongolia                                                                | Qual. Mondiali 2022                                                     | -                                                                       | 70’                                                                     |
| 14-11-2019                                                              | Biškek                                                                  | Kirghizistan                                                            | 0 – 2                                                                   | Giappone                                                                | Qual. Mondiali 2022                                                     | 1                                                                       |                                                                         |
| 19-11-2019                                                              | Suita                                                                   | Giappone                                                                | 1 – 4                                                                   | Venezuela                                                               | Amichevole                                                              | -                                                                       | 82’                                                                     |
| 9-10-2020                                                               | Utrecht                                                                 | Giappone                                                                | 0 – 0                                                                   | Camerun                                                                 | Amichevole                                                              | -                                                                       | 38’ 86’                                                                 |
| 13-10-2020                                                              | Utrecht                                                                 | Giappone                                                                | 1 – 0                                                                   | Costa d'Avorio                                                          | Amichevole                                                              | -                                                                       | 73’                                                                     |
| 12-11-2020                                                              | Graz                                                                    | Giappone                                                                | 1 – 0                                                                   | Panama                                                                  | Amichevole                                                              | -                                                                       | 58’                                                                     |
| 17-11-2020                                                              | Graz                                                                    | Giappone                                                                | 0 – 2                                                                   | Messico                                                                 | Amichevole                                                              | -                                                                       | 72’                                                                     |
| 28-5-2021                                                               | Chiba                                                                   | Giappone                                                                | 10 – 0                                                                  | Birmania                                                                | Qual. Mondiali 2022                                                     | -                                                                       | 62’                                                                     |
| 7-6-2021                                                                | Suita                                                                   | Giappone                                                                | 4 – 1                                                                   | Tagikistan                                                              | Qual. Mondiali 2022                                                     | -                                                                       | cap. 46’                                                                |
| 11-6-2021                                                               | Kobe                                                                    | Giappone                                                                | 1 – 0                                                                   | Serbia                                                                  | Amichevole                                                              | -                                                                       | 82’                                                                     |
| 15-6-2021                                                               | Suita                                                                   | Giappone                                                                | 5 – 1                                                                   | Kirghizistan                                                            | Qual. Mondiali 2022                                                     | -                                                                       | cap. 62’                                                                |
| 2-9-2021                                                                | Suita                                                                   | Giappone                                                                | 0 – 1                                                                   | Oman                                                                    | Qual. Mondiali 2022                                                     | -                                                                       | 46’                                                                     |
| 7-9-2021                                                                | Doha                                                                    | Cina                                                                    | 0 – 1                                                                   | Giappone                                                                | Qual. Mondiali 2022                                                     | -                                                                       | 50’                                                                     |
| 7-10-2021                                                               | Gedda                                                                   | Arabia Saudita                                                          | 1 – 0                                                                   | Giappone                                                                | Qual. Mondiali 2022                                                     | -                                                                       | 59’                                                                     |
| 11-11-2021                                                              | Hanoi                                                                   | Vietnam                                                                 | 0 – 1                                                                   | Giappone                                                                | Qual. Mondiali 2022                                                     | -                                                                       | 88’                                                                     |
| 16-11-2021                                                              | Mascate                                                                 | Oman                                                                    | 0 – 1                                                                   | Giappone                                                                | Qual. Mondiali 2022                                                     | -                                                                       | 88’                                                                     |
| 27-1-2022                                                               | Saitama                                                                 | Giappone                                                                | 2 – 0                                                                   | Cina                                                                    | Qual. Mondiali 2022                                                     | -                                                                       | 85’                                                                     |
| 1-2-2022                                                                | Saitama                                                                 | Giappone                                                                | 2 – 0                                                                   | Arabia Saudita                                                          | Qual. Mondiali 2022                                                     | -                                                                       | 90’                                                                     |
| 24-3-2022                                                               | Sydney                                                                  | Australia                                                               | 0 – 2                                                                   | Giappone                                                                | Qual. Mondiali 2022                                                     | -                                                                       | 84’                                                                     |
| 29-3-2022                                                               | Saitama                                                                 | Giappone                                                                | 1 – 1                                                                   | Vietnam                                                                 | Qual. Mondiali 2022                                                     | -                                                                       | 62’                                                                     |
| 2-6-2022                                                                | Sapporo                                                                 | Giappone                                                                | 4 – 1                                                                   | Paraguay                                                                | Amichevole                                                              | -                                                                       | 62’                                                                     |
| 6-6-2022                                                                | Tokyo                                                                   | Giappone                                                                | 0 – 1                                                                   | Brasile                                                                 | Amichevole                                                              | -                                                                       | 46’                                                                     |
| 14-6-2022                                                               | Suita                                                                   | Giappone                                                                | 0 – 3                                                                   | Tunisia                                                                 | Amichevole                                                              | -                                                                       | 46’                                                                     |
| 23-9-2022                                                               | Düsseldorf                                                              | Giappone                                                                | 2 – 0                                                                   | Stati Uniti                                                             | Amichevole                                                              | -                                                                       | 86’                                                                     |
| Totale                                                                  |                                                                         | Presenze (22º posto)                                                    | 74                                                                      |                                                                         | Reti                                                                    | 11                                                                      |                                                                         |

## Palmarès

### Club
- 2. Fußball-Bundesliga: 1

Fortuna Düsseldorf: 2017-2018

### Nazionale
- Coppa dell'Asia orientale: 1

2013

### Individuale
- J. League Cup Premio Nuovo Eroe: 1

2011